# Foughala (distrito)
Foughala é um distrito localizado na província de Biskra, Argélia, e cuja capital é a cidade de mesmo nome, Foughala.[carece de fontes?] O distrito está dividido em duas comunas.